# Pietro Verri

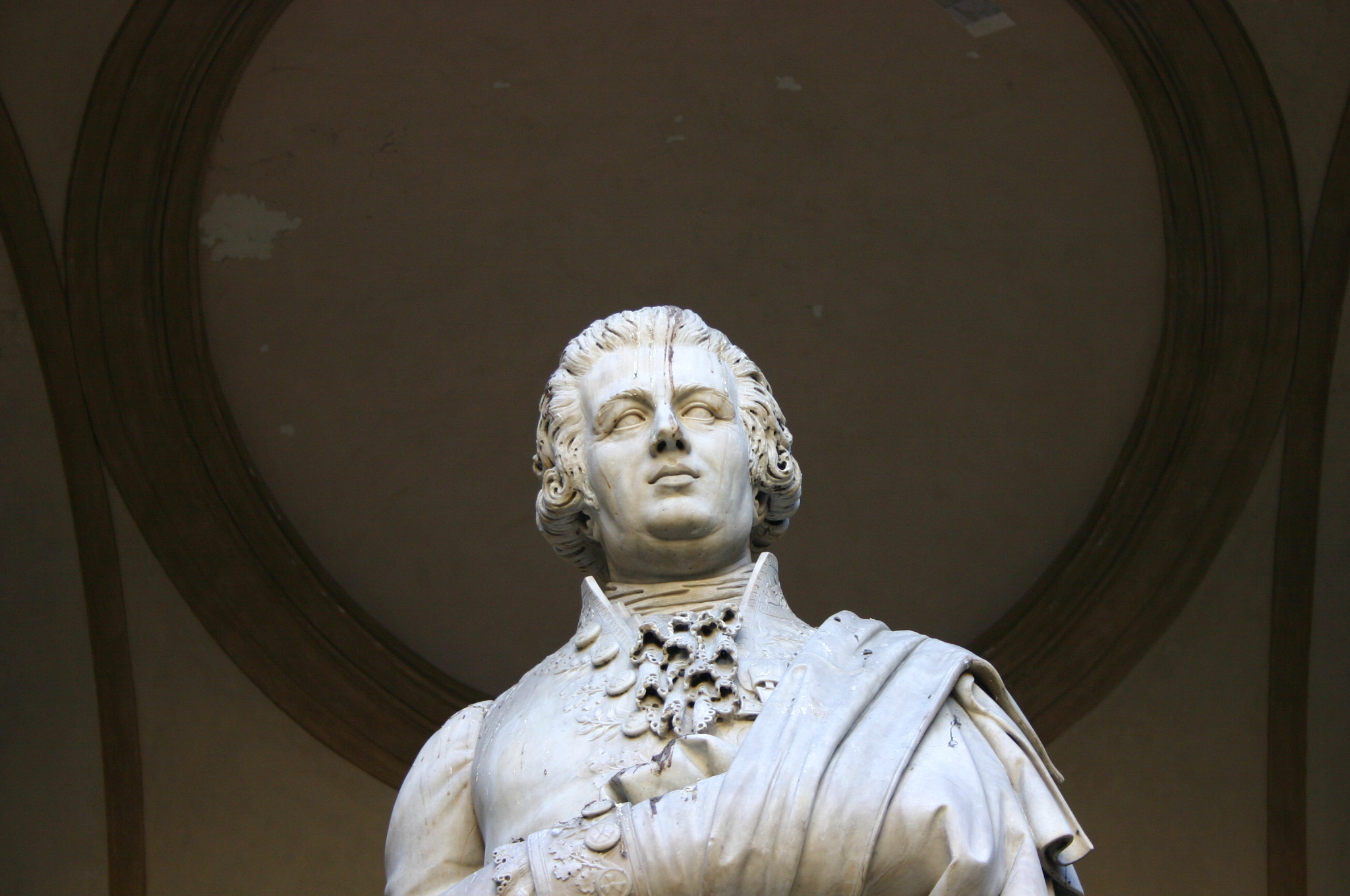
Tượng đài Pietro Verri ở Milan.

Pietro Verri (12/12/1728 – 28/6/1797) là một nhà triết học, kinh tế học,sử học và là một nhà văn người Ý.

## Tiểu sử

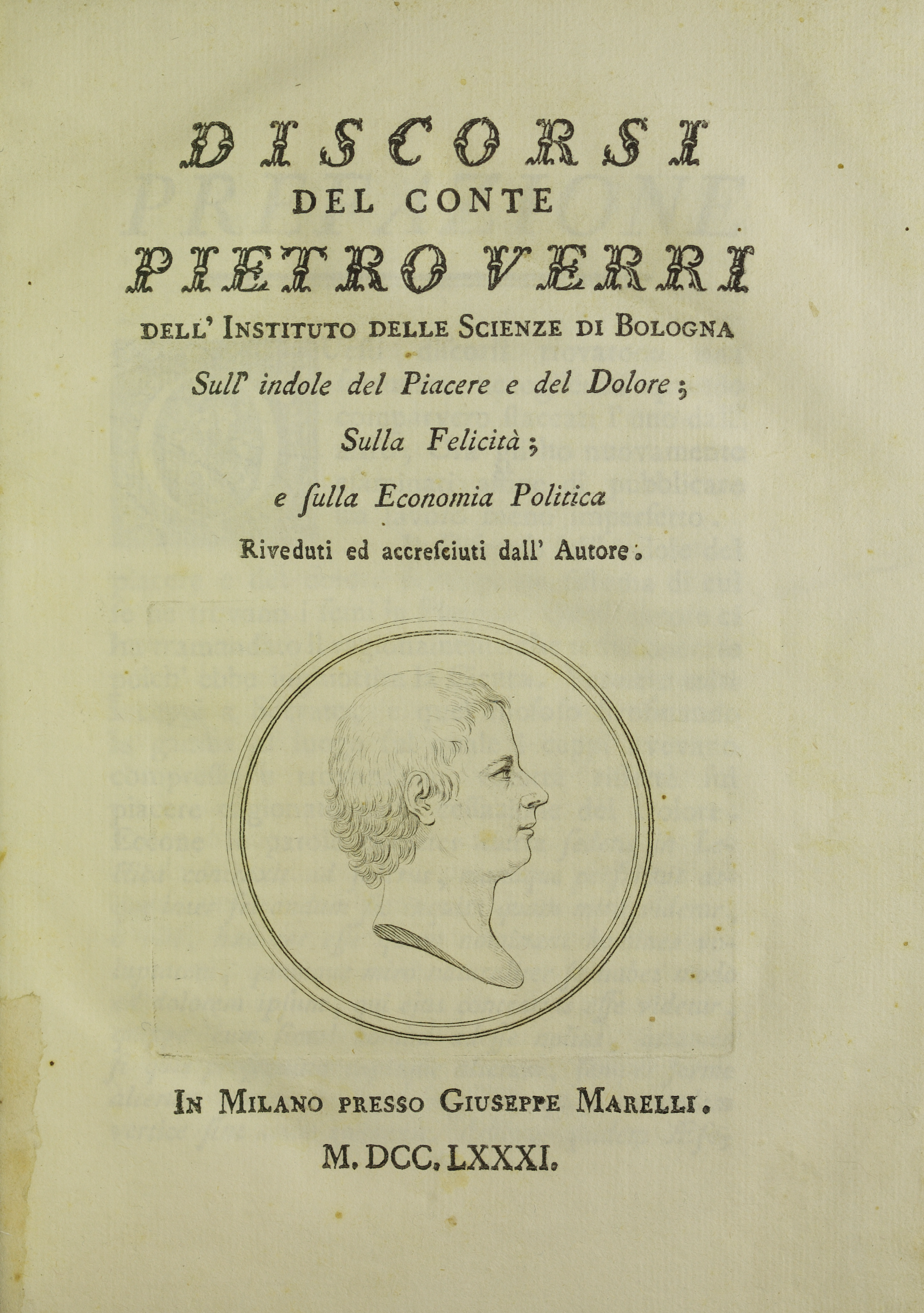
Cuốc sách Sull'indole del piacere e del dolore, 1781

Sinh ra ở Milan, sau đó dưới sự cai trị của người Áo, ông sinh trưởng trong một gia đình quý tộc.Ông tình nguyện phục vụ trong Chiến tranh bảy năm để phản đối quyết định của cha mình bắt ông phải học ngành luật, nhưng rời khỏi đó sau một năm.Năm 1754, ông dịch tác phẩm Destouches. Năm 1761, cùng với người em trai Alessandro Verri, ông thành lập hiệp hội văn học Società dei Pugni. Và từ năm 1764, ông xuất bản tập chí The Coffeehouse, 
nơi tập hợp 40 bài viết của ông về các chủ đề khác nhau  và đã trở thành một tài liệu tham khảo quan trọng ở Milan. Những người tham gia xuất bản tạp chí ấy còn có người em trai Alessandro Verri,nhà triết học nổi tiếng Cesare Beccaria, Alfonso Longo và Pietro Secchi.
 Năm  1769,Verri xuất bản Elementi del Commercio ("Elements of Commerce"),một trong nhũng tác phẩm nổi tiếng nhất của ông. Sau đó ông đã xuất bản  sull'economia politica Meditazioni (1771), nêu lên nhũng quan điểm của mình và đề ra các quy định về kinh tế.
Vì có sự phản đối các cải cách  của ông trong chính quyền, Verri cống hiến bản thân mình nhiều hơn cho triết học. Trong năm 1773, ông viết cuốn sách  Dell'indole del piacere e del dolore ("Discourse on Pleasure and Pain"),
Chế độ chuyên quyền của Joseph II khiến Veri từ bỏ vị trí trong chính quyền Áo tại Lombardy vào năm 1786. 10 năm sau.  sau cuộc xâm lược của Pháp, ông trở thành một trong những người sáng lập nước Cộng hòa Cisalpine
Năm  1786, ông được bầu trở thành viên nước ngoài của hội khoa học hoàng gia Thụy Điển

Verri mất tại Milan vào năm 1797.